# Robert Zoller
Robert Zoller (ur. 9 kwietnia 1961 w Mühlbach am Hochkönig) – austriacki narciarz alpejski, brązowy medalista mistrzostw świata.

## Kariera
Pierwsze punkty w zawodach w zawodach Pucharu Świata zdobył 20 grudnia 1983 roku w Madonna di Campiglio, zajmując drugie miejsce w slalomie. Tym samym nie tylko zdobył punkty, ale od razu stanął na podium zawodów pucharowych. W zawodach tych rozdzielił Szweda Ingemara Stenmarka i Bułgara Petyra Popangełowa. Łącznie trzy razy stawał na podium pucharowych, odnosząc przy tym jedno zwycięstwo: 6 marca 1984 roku w Vail triumfował w slalomie. Najlepsze wyniki osiągnął w sezonie 1983/1984, kiedy to zajął 31. miejsce w klasyfikacji generalnej i ósme w klasyfikacji slalomu.
W 1985 roku wystąpił na mistrzostwach świata w Bormio, gdzie zdobył brązowy medal w slalomie. Wyprzedzili go tam jedynie Szwed Jonas Nilsson i Luksemburczyk Marc Girardelli. Był to jego jedyny medal wywalczony na międzynarodowej imprezie tej rangi oraz jedyny start na zawodach tego cyklu. Nigdy nie wystąpił na igrzyskach olimpijskich.
W 1986 roku zakończył karierę.

## Osiągnięcia

### Mistrzostwa świata
| Miejsce | Dzień     | Rok  | Miejscowość | Konkurencja | Czas biegu | Strata | Zwycięzca     |
| ------- | --------- | ---- | ----------- | ----------- | ---------- | ------ | ------------- |
| 3.      | 10 lutego | 1985 | Bormio      | Slalom      | 1:38,82    | +0,53  | Jonas Nilsson |

### Puchar Świata

#### Miejsca w klasyfikacji generalnej
- sezon 1983/1984: 31.
- sezon 1984/1985: 40.
- sezon 1985/1986: 58.

#### Miejsca na podium
1. Madonna di Campiglio – 20 grudnia 1983 (slalom) – 2. miejsce
2. Vail – 6 marca 1984 (slalom) – 1. miejsce
3. Heavenly Valley – 23 marca 1985 (slalom) – 3. miejsce